# Bressolles (Allier)
Bressolles é uma comuna francesa na região administrativa de Auvérnia-Ródano-Alpes, no departamento Allier. Estende-se por uma área de 23,34 km². Em 2010 a comuna tinha 1 157 habitantes (densidade: 49,6 hab./km²).